# Ante Budimir
Ante Budimir (* 22. Juli 1991 in Zenica, SR Bosnien und Herzegowina,  SFR Jugoslawien) ist ein kroatischer Fußballspieler. Der Stürmer steht bei CA Osasuna unter Vertrag.

## Karriere

### Verein
Ante Budimir wechselte 2008 von NK Radnik Velika Gorica in die Jugend des LASK Linz. Nachdem er den Verein im September 2008 wieder verlassen hatte, schloss er sich NK Radnik Sesvete an. Nach einem Jahr beim kroatischen Zweitligisten HNK Gorica. Zur Saison 2010/11 wechselte er zum kroatischen Erstligisten Inter Zaprešić, für den er am 26. Februar 2011 bei einem 0:0 gegen Hajduk Split zu seinem Debüt kam. Am 11. März 2011 erzielte er bei einem 4:2-Sieg bei Lokomotiva Zagreb sein erstes Tor im Profifußball. Von 2013 bis 2014 spielte er eine Saison für den Ligakonkurrenten Lokomotiva Zagreb.
Zur Saison 2014/15 wechselte Budimir für 950.000 Euro und damit als zweitteuerster Spieler der Vereinsgeschichte zum deutschen Zweitligisten FC St. Pauli, für den er am 8. August 2014 gegen den VfR Aalen sein Debüt gab. In der Spielzeit kam er auf 19 Einsätze, ohne ein Tor zu erzielen. Für die zweite Mannschaft kam er bei zwei Einsätzen auf ein Tor in der Regionalliga Nord. Zur Spielzeit 2015/16 wurde Budimir zunächst bis Saisonende an den italienischen Zweitligisten FC Crotone verliehen, jedoch bereits Ende März 2016 für die festgeschriebene Ablösesumme von einer Million Euro fest verpflichtet. In der Saison erzielte er 16 Tore in 40 Ligaspielen und verhalf seiner Mannschaft damit als Tabellenzweiter zum Aufstieg in die Serie A.
Zur Spielzeit 2016/17 wechselte Budimir zum Ligakonkurrenten Sampdoria Genua, bei dem er einen Vierjahresvertrag unterschrieb. In der Saison 2017/18 wurde er an den FC Crotone verliehen und von diesem anschließend erneut fest verpflichtet. Im Januar 2019 wurde er bis Saisonende an den spanischen Zweitligisten RCD Mallorca verliehen. Mit dem Verein erreichte er den Aufstieg in die Primera División und wurde zur neuen Saison fest verpflichtet.
Zur Spielzeit 2020/21 wurde der Kroate an den Ligakonkurrenten CA Osasuna verliehen, die ihn im Anschluss fest verpflichteten.

### Nationalmannschaft
Im Herbst 2012 kam Budimir auf zwei Einsätze für die kroatische U21-Nationalmannschaft bei der Qualifikation zur U21-Europameisterschaft 2013 gegen Georgien (1:1) und Spanien (0:6). Im Oktober 2020 debütierte er in einem Freundschaftsspiel gegen die Schweiz in der kroatischen A-Nationalmannschaft.
Bei der Europameisterschaft 2021 war er Bestandteil des kroatischen Kaders, welcher bei dem Turnier im Achtelfinale gegen Spanien ausschied. Ebenso stand er im kroatischen Aufgebot für die Weltmeisterschaft 2022, bei der das kroatische Team Dritter wurde.

## Erfolge
FC Crotone
- Aufstieg in die Serie A: 2016

RCD Mallorca
- Aufstieg in die Primera División: 2019